# 火薬力
火薬力（かやくりょく:force of explosive）は、火薬学において爆薬が持っている静的仕事効果について比較検討を行うための指標である。
これは、火薬類1キログラムを爆発させたときに生成するガスを1リットルの容器に収納した場合の圧力で示される。
火薬力 =（圧力 × 比容 × 爆発温度）/ 273
- 圧力
1kgの爆薬が爆発した場合に発生したガスが標準状態（0℃・1気圧）において示す圧力
- ガス比容
1kgの爆薬が爆発した場合に発生するガスの容積を標準状態（0℃・1気圧）に換算した値
- 爆発温度
絶対温度で現した値

## 主な火薬類の火薬力
- ニトログリセリン 12900
- トリニトロトルエン 8500
- ペンスリット 14800